# ハトゥン・パンジェレ

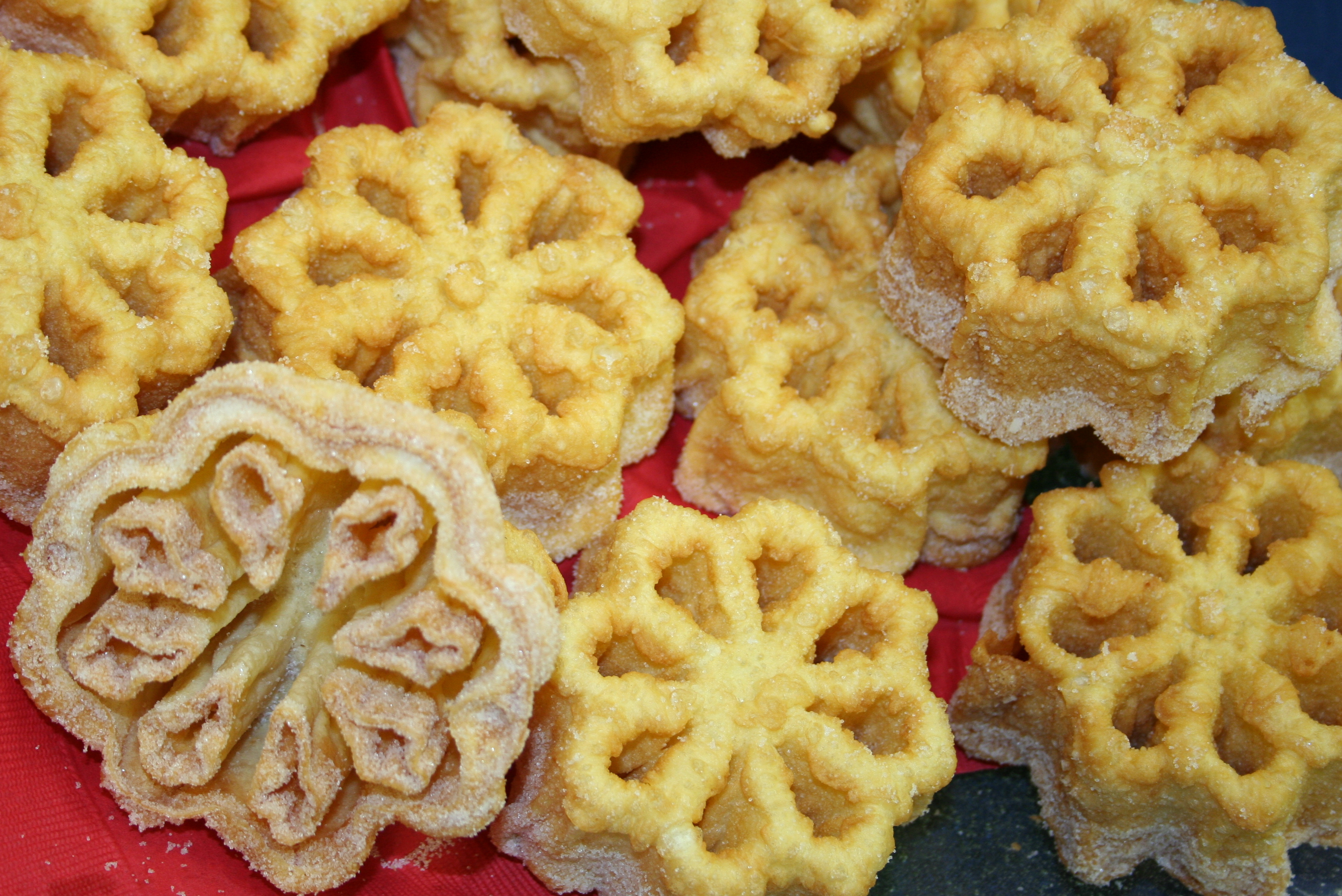
ハートゥーン・パンジェレ

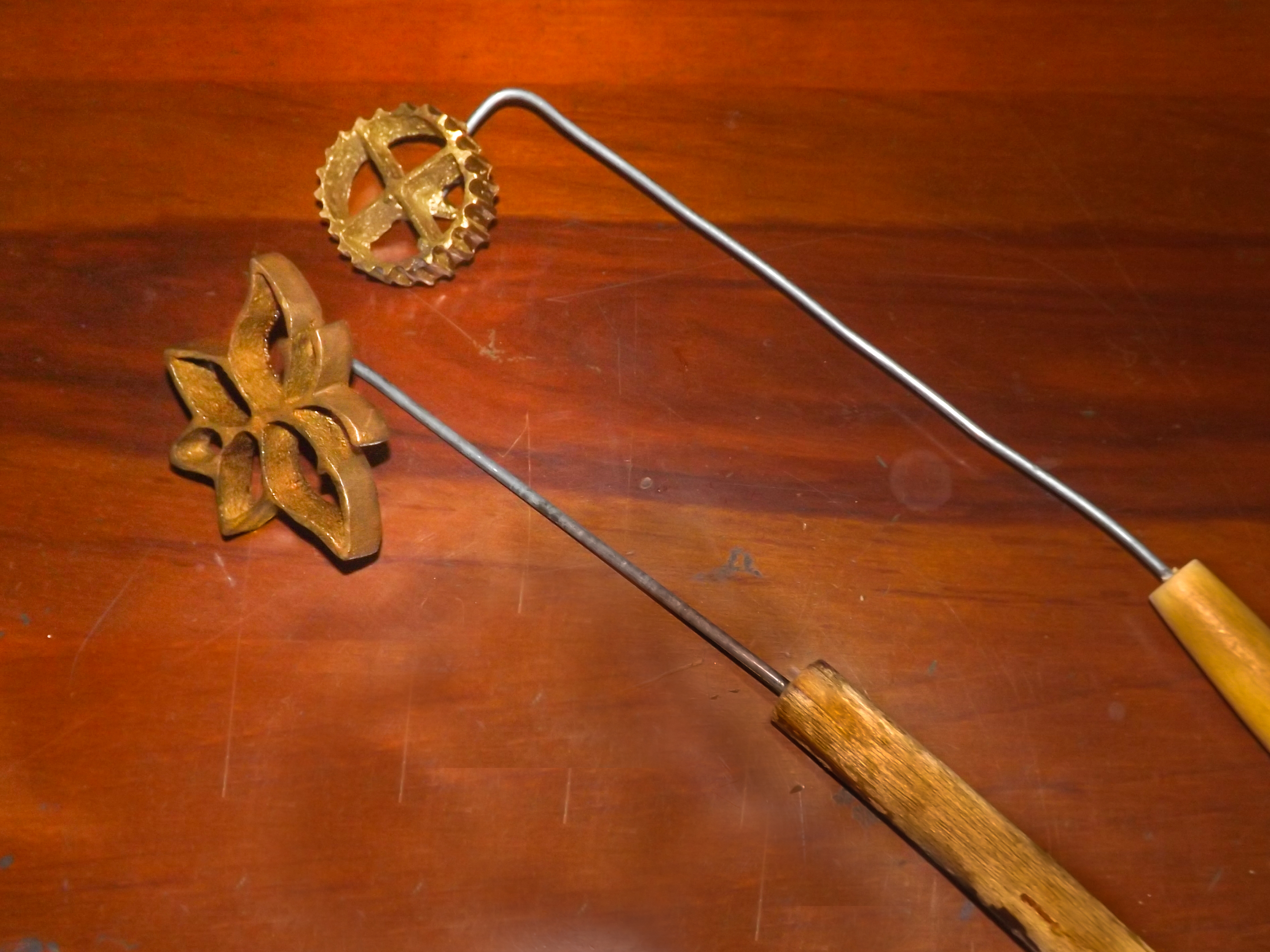
スリランカのコキスの型

ハートゥーン・パンジェレ（ خاتون پنجره , khatun panjere）とは、ペルシャ語で『貴婦人の窓』と言う意味のイランとアフガニスタンの揚げ菓子である。
パンジェレ（ پنجره , panjere）又はヌーン・パンジェレ（نان پنجره , noon panjere）と呼ばれることもある。アフガニスタンではクルチャエ・パンジェレ（کلچه پنجره "kulcha-e panjere"）と呼ぶ。
長い柄の先に花の形をした金属製の型が付いた専用の器具を用いて作る。鶏卵、小麦粉、牛乳、カルダモンを混ぜ合わせて生地を作り、型に生地をからめてから揚げ油に入れ、きつね色に揚がったら型から外して粉砂糖をまぶす。
同様の形状の揚げ菓子は世界各地にあり、英語でロゼット（rosette）、スウェーデン語でストルーヴァ（struva）と呼ばれる。この他にもドイツ・シュヴァーベン地方のローゼンキューヘレ（Rosenküchle）、トルコのデミル・タトルス（demir tatlısı、「鉄のプディング」）、マレーシアのクイ・ロス（kuih ros）またはクイ・ロヤン（Kuih loyang）、南インドのアチャッパム（Achappam）またはアチュ・ムルック（Achu Murukku）、スリランカのコキス（シンハラ語：kokis）などがある。